# El favor de la soledad
«El favor de la soledad» es una balada de pop/rock cuya escritura e interpretación está a cargo de la cantautora y actriz mexicana Gloria Trevi. Es el cuarto sencillo promocional para su séptimo álbum de estudio Una rosa blu (2007) y primero de su reedición (2008). La canción fue escrita por la propia artista y producida por Armando Ávila.

## Historia
Gloria Treviño escribió esta canción en el período en el que estuvo en la cárcel, inspirada en una vivencia personal.
La autora la define como la canción más romántica de Una rosa blu, y está dedicada a la soledad. La canción explica como la soledad afecta a la persona que no ha sabido valorar a otra persona que escucha esta canción, y que gracias a ella regresen nuevamente juntos.

### Controversia
El lanzamiento de esta canción suposo confusión debido, en primera instancia, a que se creyó que había sido lanzada como segundo sencillo en Estados Unidos en el primer trismestre de 2008, cuando lo fue Cinco minutos.
Más tarde, en el periodo que queda recogido en el tercer trimestre de 2008, y con motivo de la elección del tercer sencillo, las radioemisoras mexicanas tocaron El favor de la soledad. Debido a esto debutó sin ser lanzada oficialmente en la Superlista. Siendo finalmente elegido como el sucesor de Cinco minutos en México, Pruébamelo.

## Promoción y recepción

### México
El favor de la soledad hizo su aparición durante la primera semana de 2009, colocándose a pocas semanas entre las canciones más solicitadas y radiadas de la República Mexicana.
Diferentes cadenas de rádio la colocaron en el primer lugar de popularidad.Durante la segunda semana del mes de abril se posicionó según Monitor Latino, en la quinta posición en la categoría general y en la tercera plaza en la categoría pop.

### Estados Unidos
El sencillo fue lanzado por Universal Music Group en este país en la última semana de marzo de 2009.

### Ecuador
El favor de la soledad, rápidamente sin ser confirmado como promotional single, se colocó en las primeras posiciones de las listas, convirtiéndose número 1 diferentes radios como Los 40 principales y Alfa Super Esterio Ecuador.

## Videoclip
Fue filmado en la Ciudad de México, dirigido por Michel Castro, se sabe que no contó con mucho presupuesto para este video.
Gloria mencionó que la canción no necesitaba video, pero que era un regalo para los fanes.
Como agradecimiento a sus fanes, Gloria Trevi filmó el video del cuarto sencillo de su disco Una rosa blu, El favor de la soledad. El videoclip fue estrenado en Ritmoson Latino, en el programa Estreno Mundial, el viernes 31 de julio de 2009.
El video fue dirigido por Michelle Castro, hermano de Cristian, quien fue elegido por la cantante debido a la idea que le presentó para el clip.
Asegura la intérprete de Pruébamelo:.

"Sentí el compromiso de hacer un video de esa canción y pensé en Michelle ya lo hablamos, me encantaron las ideas",
Gloria Trevi

Gloria Trevi agradece el apoyo que el público brinda a este tema, motivo por el que decidió compartir sus sentimientos al componer El favor de la soledad.
Agregó la extrovertida intérprete:

"Es que cuando la compuse, yo estaba llorando, la soledad no ha sido solo mi mejor amiga, ha sido la mejor amiga de la gran mayoría de nosotros. Fue difícil componer esta canción, fue una noche estar en medio de una cancha. El que ahorita es mi esposo se me había desaparecido, eran dos semanas que no iba a visitarme. Le pedí a la soledad, que lo sacara de donde estuviera divirtiéndose y que le metiera una arrastrada",
Gloria Trevi

Todos esos sentimientos y la esencia pura y romántica de Gloria Trevi están plasmados en el video de El favor de la soledad, que junto a una entrevista exclusiva con la cantante, se transmitió de manera continua en la emisión Estreno Mundial de Ritmoson latino el viernes 31 de julio de 2009.
El video muestra a Gloria Treviño haciendo playback, con nada de maquillaje, con ropa muy casual.
También muestra a Gloria vestida de "soledad", con pestañas blancas, ropa elegante, labios plateados y peinada de su "lado rubio", según la cantautora.
El video muestra a varias personas: esposos, niños, parejas homosexuales, entre otros, mostrando que a todos, de alguna u otra forma, hemos sentido la soledad.

## Versiones oficiales
- El favor de la soledad (Versión Original) - 3:55 (Gloria Treviño)
- El favor de la soledad (Dance Remix) - 4:19 (Gloria Treviño)

- Cuerdas: Erick Sánchez, Consuelo Aquino, Guillermo Uribe, Laura Ramírez, Ana Karina Huerta, Rafael López Pérez, Aidé González, Miguel Ángel Urbieta, Miguel Alonso Ortigoza, Judith Reyes Ortiz, Idelfonso Cedillo, Claribel Abendaño Rivera.
- Coros: Armando Ávila y Miranda Rosales.
- Grabado en: Cosmos Studios México y Liquid Sound LA.
- Mezclado por: Armando Ávila y Emilio Ávila en Cosmos Studios México.
- Ingeniero de Grabación de Batería: Rodrigo Mendoza.
- Masterizado por: Don Tyler en Precision Mastering, Hollywood, CA.
- Producción de remezclas por: Alex Carmenates y Albert Castillo para Beat Benders Productions.